# Amphichaetodon
Amphichaetodon és un gènere de peixos papallona de la família Chaetodontidae.

## Taxonomia
- Amphichaetodon howensis (Waite, 1903).
- Amphichaetodon melbae Burgess & Caldwell, 1978.